# شریف علی بن حسین
شریف علی بن حسین (عربی: الشریف علی بن الحسین؛ ۱۹۵۶ – ۱۴ مارس ۲۰۲۲) رهبر حزب سیاسی سلطنت مشروطه عراق بود و بر اساس نسبتش با آخرین پادشاه، ملک فیصل دوم، ادعا می‌کرد که وارث مشروع مقام پادشاه عراق است.

## اوایل زندگی
پس از سقوط مکه، والدین شریف علی در عراق ساکن شدند، جایی که خواهر مادرش بدیعه بنت علی ، عالیه بنت علی، همسر پادشاه بود. او در عراق متولد شد و پسرخاله‌اش فیصل دوم عراق، آخرین پادشاه عراق، پدربزرگ مادری‌اش ملک علی بن حسین، آخرین پادشاه حجاز، و پدربزرگ پدری‌اش عموی فیصل اول عراق و علی بن حسین بود. ولیعهد عبدالله دایی او بود.
در ۱۴ ژوئیه ۱۹۵۸، هنگامی که سرهنگ عبدالکریم قاسم با کودتایی کنترل عراق را به دست گرفت، به خانواده سلطنتی دستور داده شد که کاخ بغداد را ترک کنند: ملک فیصل دوم؛ ولیعهد عبدالله؛ شاهدخت هیام، همسر عبدالله؛ شاهدخت نفیسه، مادر عبدالله؛ شاهدخت عابدیه، خاله پادشاه؛ و چندین خدمتکار.
وقتی همه آنها به حیاط رسیدند، به آنها گفته شد که به سمت دیوار کاخ بپیچند و همه آنها توسط سرهنگ عبدالستار السبع، یکی از اعضای کودتا به رهبری سرهنگ عبدالکریم قاسم، به ضرب گلوله کشته شدند. نوری السعید، نخست وزیر پادشاهی عراق، در ۱۵ ژوئیه ۱۹۵۸ توسط هواداران سرهنگ عبدالکریم قاسم کشته شد.
مادر شریف علی بن حسین، شاهدخت بدیعه بنت علی (۱۹۲۰-۲۰۲۰)، همسرش شریف حسین بن علی، و سه فرزندشان یک ماه را در سفارت عربستان سعودی در بغداد گذراندند. رهبران کودتا اصرار داشتند که آنها عراق را ترک کنند و با گذرنامه‌های معمولی به مصر سفر کنند. آنها مدتی در لبنان و سرانجام در لندن زندگی کردند، جایی که علی بن حسین در بانکداری سرمایه‌گذاری شغل موفقی برای خود دست و پا کرد.

## تحصیلات
شریف علی بن حسین دیپلم دبیرستان خود را از دبیرستان برومانا در لبنان، مدرک لیسانس اقتصاد را از دانشگاه پلی‌تکنیک ترنت ناتینگهام و مدرک فوق لیسانس اقتصاد را از دانشگاه اسکس دریافت کرد.

## جنبش سیاسی
علی بن حسین همچنان مخالف حکومت دیکتاتور عراق صدام حسین بود. در سال ۱۹۹۱، او شغل خود را در مدیریت صندوق‌های سرمایه‌گذاری رها کرد و به عضویت کنگره ملی عراق درآمد که هدف آن تحریک سرنگونی صدام حسین بود.
در ۲۸ اکتبر ۲۰۰۳، شریف علی بن حسین، به نمایندگی از بلوک کنفرانس ملی عراق، با فاروق الشرع، وزیر امور خارجه سوریه، در دمشق دیدار کرد. آنها در مورد دیدگاه‌هایی از جمله پایان دادن به اشغال و تشکیل دولت عراق به گونه‌ای که هم آرمان‌های مردم عراق را برآورده کند و هم وحدت عراق را حفظ کند، به توافق رسیدند.
او روابط نزدیکی با کشورهای شورای همکاری خلیج فارس داشت.

## جوایز
به خاطر هدفش در ایجاد راهی برای خروج از بحران سیاسی عراق و پایان دادن به مصیبت غم‌انگیز مردمی که تحت ترور و استبداد زندگی می‌کردند، نشان سلطنتی طبل از کیگلی پنجم، پادشاه سابق رواندا، به او اعطا شد.

## نقل قول‌ها
او گفته بود: «این می‌توانست گذار کاملی از دیکتاتوری به دموکراسی باشد. این می‌توانست راهی برای متحد کردن کشور حول شخصیتی باشد که تاریخش فراتر از فرقه و قومیت بود.» در سال ۲۰۰۳، شریف علی بن حسین گفت که به مقامات آمریکایی فشار آورده است تا به محض سقوط صدام حسین، او را به قدرت برسانند.
او گفته بود: «من معتقد نیستم که در حال حاضر در عراق برای هیچ یک از طرفین، چه برای آمریکایی‌ها و چه برای شورشیان، راه حل نظامی وجود داشته باشد. ما باید با مذاکرات شروع کنیم.»
«هیچ خطری برای تجزیه عراق وجود ندارد. هیچ خطری برای جنگ داخلی وجود ندارد.»